# Johan van Walbeeck
Johannes van Walbeeck, född 15 augusti 1602 i Amsterdam, död i oktober 1649, var kartograf och navigatör i tjänst hos Nederländska Västindiska Kompaniet. 
Han deltog i världsomseglingar under 1620-talet, studerade vid universitetet i Leiden och blev så småningom amiral. Van Walbeek blev Nederländska Antillernas första guvernör.